# 本郷村 (福井県坂井郡)
本郷村（ほんごうむら）は福井県坂井郡にあった村。現在の福井市の北西部、七瀬川流域、福井県道3号福井大森河野線の沿線にあたる。

## 地理
- 河川：七瀬川

## 歴史
- 1889年（明治22年）4月1日 - 町村制の施行により、大谷村、八幡村、灯豊村、荒谷村、大年村、中村、一王寺村、木米村、柿谷村、中河内村、西荒井村、清水平村、中平村、奥平村、足谷村、河内村、猫瀬村及び東平村の区域をもって、本郷村が発足する。
- 1955年（昭和30年）3月31日 - 鶉村、本郷村、棗村及び鷹巣村が合併して、川西村が発足する。